# Casa Norwood-Hyatt
A Casa Norwood-Hyatt é uma casa histórica localizada na 704 Washington Street, em Gloucester, Massachusetts. É notável como uma das casas mais antigas de Gloucester e por sua associação com Alpheus Hyatt, que realizou pesquisas em biologia marinha na casa antes de estabelecer o Marine Biological Laboratory em Woods Hole.
A casa foi listada como um edífico no Registro Nacional de Lugares Históricos em 26 de outubro de 2000.

## História
Estima-se que a parte mais antiga da casa tenha sido construída em 1664 por Francis Norwood, um marinheiro e um dos primeiros colonos de Gloucester. Permaneceu nas mãos dos descendentes da família Norwood até 1879, quando o Cape Ann Bank assumiu a casa. Foi adquirida naquele ano por Audella Hyatt, esposa de Alpheus Hyatt. Em 1880, Hyatt usou a propriedade como base para a pesquisa marinha, mas abandonou esse uso, achando-o inadequado, após uma temporada. Foi de propriedade de descendentes dos Hyatts até 1987.

## Arquitetura
É uma estrutura de madeira de 2,5 andares, com suas bases estruturais mais antigas mostrando evidências dos métodos de construção do século XVII. Foi repetidamente expandida, especialmente quando ainda era propriedade da família Norwood, até alcançar sua configuração atual. O quarteirão principal da casa tem cinco compartimentos de janelas, e há um prédio de dois andares no lado oeste — possivelmente datado do início do século 19. A fundação é principalmente de argamassas, mas a parede oriental é feita de tijolos.
O interior da casa possui características significativas remanescentes dos séculos XVII e XVIII. Muitas lareiras e cornijas originais sobrevivem, embora a maioria das lareiras tenha sido coberta. Existem amplos pisos de madeira, e as paredes e a carpintaria mostram muitos exemplos das técnicas de construção dos séculos XVIII e XIX. Muitas das paredes foram pintadas com obras de arte, em grande parte por Audella Hyatt.